# 97 Klotho
För andra betydelser, se Klotho (olika betydelser).
97 Klotho är en asteroid upptäckt 17 februari 1868 av den tyske astronomen E. W. Tempel vid Marseille-observatoriet. Den har en storlek på 82,3 kilometer. Asteroiden har fått sitt namn efter Klotho inom grekisk mytologi.